# Antonio Pedrosa Latas
Antonio Pedrosa Latas (Lugo, 23 de agosto de 1916 - Los Molinos, provincia de Madrid, 25 de febrero de 1990), fue un militar y político español.

## Trayectoria
Participó en la organización de la Falange Española en Lugo bajo la dirección de José Cedrón del Valle en 1934. Luchó en el bando sublevado durante la Guerra Civil Española. Llegó a Teniente Coronel de Infantería. Fue asesor jurídico del Instituto Social de la Marina y secretario de la Unión Nacional de Pesca. Fue también asesor Jurídico del Ministerio de Trabajo. Jefe Provincial del Movimiento Nacional en la Provincia de Orense hasta junio de 1940. Jefe Nacional del Gremio Pesquero. Director general Técnico del Instituto Social de la Marina.
Fue procurador en las Cortes franquistas durante la primera legislatura en representación de la Organización Sindical, designado por la Junta Extraordinaria de la Delegación Nacional de Sindicatos. Mantuvo el escaño durante los siguientes siete mandatos. Fue Consejero Nacional, miembro del IX Consejo Nacional de FET y de las JONS y también del X Consejo Nacional.
Pedrosa Latas protagonizó un discurso ante la Comisión de Defensa Nacional de las Cortes franquistas el 19 de febrero de 1976, en el que calificaba a la Universidad de búnker marxista y decía:

En la Universidad de Madrid comienza a correr la sangre, pero, aunque esto es grave, no es lo más importante. Lo verdaderamente grave es que en los claustros universitarios el grito de Viva España va constituyendo ya un delito y los patriotas pasan así por delincuentes...

Sin embargo en junio de 1975 (cuando todavía vivía el general Franco) en unas declaraciones al diario Informaciones sobre las propuestas de apoyo a los mutilados republicanos dijo: «...a fuer de ser sincero tengo que agregar que se tardó demasiado y pudo ser mejor. Pasó en efecto largo tiempo desde aquella contienda, cuando en mi opinión, una vez concluida, debió darse un tratamiento más digno y generoso a los vencidos».
En las elecciones generales de España de 1977 fue candidato al Senado por Alianza Popular pero no resultó elegido.